# هاي ويست
هاي ويست (بالإنجليزية: Hi West)‏ هو لاعب كرة قاعدة أمريكي، ولد في 8 أغسطس 1884 في روسفيل في الولايات المتحدة، وتوفي في 25 مايو 1963 في لوس أنجلوس في الولايات المتحدة.

## وصلات خارجية
- هاي ويست على موقعبيزبول رفرنس.كوم (الدوري الرئيسي) (الإنجليزية)
- هاي ويست على موقعبيزبول رفرنس.كوم (الدوري الثانوي) (الإنجليزية)